# 地理區 (烏干達)
地理區（英語：Regions of Uganda）是烏干達的行政區劃，全國總共分成四個地理區，分別是東部區、西部區、中部區以及北部區。2002年，這四個地理區劃分為56個區。截至2010年，這四個地理區又劃分為111個區以及烏干達首都坎帕拉。